# Stadion Miejski w Srebreniku
Stadion Miejski (bośn. Gradski stadion Srebrenik) – wielofunkcyjny stadion w Srebreniku, w Bośni i Hercegowinie. Może pomieścić 8000 widzów. Swoje spotkania rozgrywają na nim piłkarze klubu OFK Gradina Srebrenik.